# 六角柱 (植物)
秘魯天輪柱（学名：Cereus repandus）为仙人掌科天輪柱屬（又名六角柱屬）下的一个种，又名秘魯蘋果、秘魯蘋果仙人掌、六角柱、蘋果仙人掌，與火龍果有近緣關係，也能算是火龍果的一種，屬於同一個亞科下的成員，所以又被稱為秘魯蘋果火龍果。

## 扩展阅读
- 維基物種上的相關：秘魯天輪柱
- 維基物種上的相關：六角柱